# Zeche Goyenfeld
Die Zeche Goyenfeld war ein Steinkohlebergwerk in Wellinghofen, einem Stadtteil des Dortmunder Stadtbezirks Hörde. Das Bergwerk war auch unter den Namen Zeche Gaynefeld, Zeche Gojenfeld, Zeche Goynefeld und Zeche Goyen Feld Banck bekannt.

## Geschichte
Das Bergwerk befand sich im Pferdebachtal unweit von Schloss Brünninghausen und dem heutigen Rombergpark. Es gehörte zum umfangreichen Bergwerksbesitz der Familie von Romberg. Die Geschichte der Zeche Goyenfeld beginnt im Jahr 1742. Ab 1749 wurde gemeinsam mit der Nachbarzeche Waldhorn ein Stollen vorangetrieben. Am 10. Dezember 1752 erfolgte die Verleihung des Längenfeldes Goyenfeld. Weitere Verleihungen waren am 14. November 1757 das Längenfeld Goyenfeld 1 und am 17. Dezember 1767 das Längenfeld Goyenfeld 3.
Hauptabnehmer der Kohle der Zeche Goyenfeld war die Saline Königsborn. Später wurde das Grubenfeld des Bergwerks durch die Zeche Crone übernommen.